# Otocinclus affinis
Cá Otto vàng (Danh pháp khoa học: Otocinclus affinis) là một loài cá thuộc chi Macrotocinclus trong họ Loricariidae, đây cũng là loài cá duy nhất trong chi đơn loài này.

## Đặc điểm
Cá otto vàng có màu hơi xám và ghi ở phần thân trên. Có một dải đen chạy dọc trên cơ thể từ mồm đến đuôi. Phần dưới thân có màu bạc hoặc trắng. Otocinclus Affinis là một loài loricariidae lùn hiền lành và tương đối nhút nhát. Chúng thường không lớn quá 5 cm.
Cá Oto sống khỏe và hoạt động tốt nhất khi được nuôi thành một nhóm hoặc một đàn từ 5 – 10 con. Chúng khá tôn trọng các cá thể đồng loại trong bể cũng như các loại cá khác. Trong cả ngày, những loài cá này thường xuyên trốn dưới lá hoặc trong hốc đá. Chúng trở nên năng động hơn rất nhiều vào buổi đêm cũng như trong môi trường ánh sáng yếu. Chúng cũng không gây hại cho các loại cây trong bể thủy sinh.

## Thức ăn
Cá otto vàng chủ yếu ăn rêu,tảo,thức ăn viên,...

## Nuôi dưỡng
Cá otto vàng không quá cầu kỳ về chất lượng nước. Tuy nhiên chúng thường bị nhạy cảm bởi sự thay đổi đột ngột của điều kiện nước hoặc thay nước quá nhiều. Chúng cũng nhạy cảm với một số loại hóa chất (thuốc diệt rêu, diệt ốc). Nên giữ nguồn nước ổn định bằng cách thay nước ít một cách đều đặn.
Chúng nên nuôi thành đàn từ 5 – 10 con. Trong bể phải có rêu cho chúng nó ăn. Nếu bể hết sạch rêu, nên bổ sung viên tảo (thức ăn cho tép) hoặc tảo cầu (mossball). Nếu không có sự bổ sung này, nếu bể hết rêu cá sẽ đói và chết.
Khi đã thích nghi với nước bể, cá otto vàng là một loài sống cực dai và cực kỳ hữu ích trong bể. Chúng cần được nuôi chung với các loài cá hiền lành và không dữ dằn. Một số loài cây nổi như bèo nhật che bớt ánh sáng bể rất tốt cho chúng.

## Sinh sản
Sinh sản đối với loài này rất phức tạp và cần có kỹ thuật rất cao.Con đực thường thuôn hơn và nhỏ hơn con cái. Bể phải dày đặc cây cối và chỗ trốn trong khi bố mẹ cần có điều kiện ăn uống bao gồm trứng tôm và viên tảo. Nhiệt độ cần đạt 25 độ C; PH 7.5 và DH là 10. Tập tính sinh sản ở cá otto vàng khá giống các loài thuộc họ Corydoras. Tuy nhiên, loài cá này sinh sản ít và chỉ có vài chục trứng được đẻ mỗi lần. 